# Велика језера
Велика језера, или Велика језера Северне Америке, су серија међусобно повезаних слатководних језера лоцираних првенствено у горњој средњоисточној регији Северне Америке, на граници Канаде и Сједињених Држава, која су повезана са Атлантским океаном путем реке Сен Лорен. Састоје се од језера: Горње језеро (Супериор), Мичиген, Хјурон, Ири и Онтарио. То је највећа група слатководних језера на свету, и другу највећу тоталну запремину која сачињава 21% светских слатководних површинских вода по запремини. Укупна површина је 244.106 km², и укупна запремина је (мерено при ниском водостају) 22.671 km³. Због њихових карактеристика које су сличне морским (ваљајући таласи, трајни ветрови, јаке струје, велике дубине и удаљени хоризонти) пет Великих језера су дого називана унутрашњим морима. Горње језеро је друго по величини језеро на свету по површини, а језеро Мичиген је највеће језеро које је у потпуности унутар једне земље. Јужна половина Великих језера се граничи са Велико језерским мегалополисом.
Језера леже на граници архајског Канадског штита и палеозојских слојева. Настала су као резултат постглацијалних тектонских покрета. Велика језера су почела да се формирају на крају последњег леденог периода пре око 14.000 година, како су повлачеће ледене плоче изложиле базене које су урезале у земљу који су се тада напунили истопљеном водом. Сва језера, осим језера Ири, су криптодепресије. Међусобно су повезана воденим токовима, вештачким каналима с бранама или језерским теснацима. Језера су била главна саобраћајница за превоз, миграцију и трговину. Она су исто тако дом су великог броја водених врста. Услед трговине уведене су многе инвазивне врсте, и неке угрожавају биоразноликост регије.
Укупна дужина језерских обала износи 15.540 km, од чега 8.700 припада САД, а 6.750 Канади. Колебање водостаје је од 0,3 до 1,2 метра. Зими (децембар-април) вода се у плићацима и заливима заледи. На свим језерима постоје слабе струје које се крећу смером супротном казаљкама сата.

## Географија
Иако пет језера обитава у засебним басенима, она формирају јединствено, природно међусобно повезано тело свеже воде, унутар басена Великих језера. Језера чине ланац који повезује источно-централну унутрашњост Северне Америке са Атлантским океаном. Из унутрашњости до излаза на реци Сен Лорен, вода прелази из Супериора у Хјурон и Мичиген, на југ према Ирију, и коначно на север према језеру Онтарио. Језера дренирају велики слив са мноштвом река. На њима постоји око 35.000 острва. Исто тако унутар слива постоји неколико хиљада мањих језера, која се често називају „унутрашњим језерима“. Комбинована површина пет примарних језера је отприлике једнака величини Уједињеног Краљевства, док је површинска област целокупног слива (језера и земљишта које она дренирају) једнака комбинованој величини УК и Француске. Језеро Мичиген је једино од Великих језера које је у потпуности лоцирано у Сједињеним Државама; друга формирају водену границу између Сједињених Држава и Канаде. Језера су подељена између надлежности Канадске провинције Онтарио и америчких држава Мичиген, Висконсин, Минесота, Илиноис, Индијана, Охајо, Пенсилванија, и Њујорк. Онтарио и Мичиген обухватају својим границама порције четири језера: Онтарио се не граничи са језером Мичиген, и Мичиген се не граничи са језером Онтарио. Надлежности Њујорка и Висконсина обухватају делове два језера, док су преостале државе на по једном језеру.

### Батиметрија
|                   | Језеро Ири                                                                                        | Језеро Хјурон                                                                                    | Језеро Мичиген | Језеро Онтарио                                                                                               | Језеро Супериор |
| ----------------- | ------------------------------------------------------------------------------------------------- | ------------------------------------------------------------------------------------------------ | --- | --- | --- |
| Површина          | 25.700 km2 (9.910 sq mi)                                                                          | 60.000 km2 (23.000 sq mi)                                                                        | 58.000 km2 (22.300 sq mi) | 19.000 km2 (7.340 sq mi)                                                                                     | 82.000 km2 (31.700 sq mi)                                                                                                |
| Запремина воде    | 480 km3 (116 cu mi)                                                                               | 3.500 km3 (850 cu mi)                                                                            | 4.900 km3 (1.180 cu mi) | 1.640 km3 (393 cu mi)                                                                                        | 12.000 km3 (2.900 cu mi)                                                                                                 |
| Елевација         | 174 m (571 ft)                                                                                    | 176 m (577 ft)                                                                                   | 176 m (577 ft) | 75 m (246 ft)                                                                                                | 182,9 m (600,0 ft) |
| Просечна дубина   | 19 m (62 ft)                                                                                      | 59 m (195 ft)                                                                                    | 85 m (279 ft) | 86 m (283 ft)                                                                                                | 147 m (483 ft) |
| Максимална дубина | 64 m (210 ft)                                                                                     | 228 m (748 ft)                                                                                   | 282 m (925 ft) | 245 m (804 ft)                                                                                               | 406 m (1.333 ft) |
| Главна насеља     | Буфало (Њујорк) Ири (Пенсилванија) Кливленд (Охајо) Лорен (Охајо) Толидо (Охајо) Сандаски (Охајо) | Алпина (Мичиген) Беј Сити (Мичиген) Овен Саунд (Онтарио) Порт Хјурон (Мичиген) Сарнија (Онтарио) | Чикаго (Илиноис) Гери (Индијана) Грин Беј (Висконсин) Шебојган (Висконсин) Милвоки (Висконсин) Кеноша (Висконсин) Расин (Висконсин) Маскигон (Мичиген) Траверс Сити (Мичиген) | Хамилтон (Онтарио) Кингстон (Онтарио) Мисисога (Онтарио) Ошава (Онтарио) Рочестер (Њујорк) Торонто (Онтарио) | Дулут (Минесота) Маркет (Мичиген) Су Сент Мери (Мичиген) Су Сент Мари (Онтарио Супириор (Висконсин) Тандер Беј (Онтарио) |

|         | |
| Notes:  | Површина сваког правоугаоника је пропорционална запремини сваког језера. Сва мерења су при ниском водостају. |
| Source: | [ 16 ] |

Пошто су површине језера Супериор, Хјурон, Мичиген и Ири на приближно истој надморској висини, док је језеро Онтарио је знатно ниже, и како Ниагарска литица онемогућује сву природну пловидбу, четири горња језера се обично називају „горњим великим језерима“. Ова ознака, међутим, није универзална. Они који живе на обали језера Супериор често се називају сва друга језера „доњим језерима“, јер су далеко јужније. Морнари теретних бродова који преносе терет из језера Супериор и северног језера Мичиген и језера Хјурон до луке на језеру Ири или Онтарио обично називају Ири и Онтарио доњим језерима, а језера Мичиген, Хјурон и Супериор горњим језерима. То одговара гледишту на језера Ири и Онтарио као „доле на југу“, а осталим као „горе на северу“. За пловила која се крећу северно на језеру Мичиген сматра да иду „узводно“ иако плове ка месту истицања језера.

### Примарни повезујући водотокови
- Системи река Чикаго и Калумет повезују слив Великих језера са реком Мисисипи. Ови системи се састоје од вештачких измена и канала.
- Река Сент Марис, укључујући Су преводнице, повезује језеро Супериор са језером Хјурон.
- Мореуз Макинак повезује језеро Мичиген са језером Хјурон.
- Река Сент Клер повезује језеро Хјурон са језером Сент Клер.
- Река Детроит повезује језеро Сент Клер са језером Ири.
- Река Нијагара, укључујући Нијагарине водопаде, повезује језеро Ири и језеро Онтарио.
- Веландов канал, заобилази водопаде и повезује језеро Ири са језером Онтарио.
- Река Сен Лорен повезује језеро Онтарио са заливом Сен Лорен, који је повезан са Атлантским океаном.

### Језеро Мичиген–Хјурон
Језера Хјурон и Мичиген се понекад сматрају једним језером, и називају се језером Мичиген-Хјурон, пошто су она једно хидролошко тело воде повезано мореузом Макинак. Мореуз је 5 mi (8 km) широк и 120 ft (37 m) дубок; нивои воде – тренутно на 577 ft (176 m) – повишавају се и падају заједно, и проток између Мичигена и Хјурона фреквентно мења смер.

## Историја
Велика језера су открили и истраживали Французи у току 17. века. Етјен Бриле је први дошао до језера Хјурон 1612, језера Онтарио 1615. и до Горњег језера 1622. Језеро Ири је открио Луј Жолије 1669, мада се претпоставља да је пре њега то учинио Бриле. Жан Николе је открио језеро Мичиген 1634. или 1638.
Прве паробродске линије уведене су на језеру Ири 1818. Канали који омогућавају међујезерску пловидбу, везу са Њујорком (Атлантски океан), реком Хадсон и пловним системом Мисисипи-Охајо изграђени су су у периоду од 1825—1855. године. Године 1959, успостављена је реком Сент Лоренса и друга, најважнија пловидбена веза између Великих језера и Атлантског океана.

## Привредни значај
Велика језера повезују аграрна (узгајање пшенице) и рударска (гвоздена руда) подручја на западу с индустријским центрима и великим градовима (Чикаго, Детроит, Кливленд, Торонто) и извозним лукама на истоку. Дужина пловног пута од Дулута на Горњем језеру до Кингстона (Онтарио) износи 1.873 km. Теретни промет у источном смеру (сировине) је знатно јачи него у западном (индустријски производи). Највећи промет имају луке Далут (САД) и Тандер Беј у Канади, преко којих се на исток превози гвоздена руда и пшеница. Језерска флота надмашује морнарице многих поморских држава. Године 1877, САД су на језерима имале флоту од 1 557 327 брт, а Канада 1 759 670 брт. Језера су 1787. проглашена међународним пловидбеним водама. Језерске воде употребљавају се и за добијање електричне енергије. Велике хидроцентрале се налазе између језера Ири и Онтарио у подручју реке и слапова Нијагаре. Пројект прве хидроцентрале на реци Нијагари израдо је Никола Тесла.

## Порекло имена
|               | Језеро Ири | Језеро Хјурон                                                                                     | Језеро Мичиген                                                             | Језеро Онтарио | Језеро Супериор |
| ------------- | --- | ------------------------------------------------------------------------------------------------- | -------------------------------------------------------------------------- | --- | --- |
| Порекло имена | Ири; скраћена форма речи Ириелхонан из породице језика Ирокеза, што значи „дуги реп“ ("long tail"), а односи се на кугуара или пуму | Француски истраживачи назвали су становнике, Индијанце, који су живели у области језера „Хјурони“ | Највероватније из језика Чипава од речи „мишигами“ што значи „велика вода“ | На језику Вајандот Хјурона реч „Онтарио“ значи „Језеро светлуцаве воде“ (такође - Онтара=леп, Онтарио=лепо језеро) | Енглески превод француског појма „lac supérieur“ („горње језеро“) што се односи на положај језара изнад језера Хјурон, Оџибве су га називали "Гичигуми" |

## Језера
- Горње језеро
- језеро Мичиген
- језеро Хјурон
- језеро Ири
- језеро Онтарио